# Museo de los Metales
El Museo de los Metales es un museo localizado en Torreón (Coahuila de Zaragoza) cuyo discurso museográfico está involucrado con el conocimiento de la Tierra y de los recursos minerales que la integran.

## Historia
El edificio del museo fue construido en 1901 y está clasificado por el INAH como patrimonio industrial. Anterior a su uso como museo, albergaba oficinas de Met-Mex Peñoles.
A partir de 2007 se convirtió en el Museo de los Metales.

## Servicios
El Museo de los Metales cuenta con siete salas permanentes, divididas en nueve temas principales donde ofrece los siguientes servicios:
- Cursos
- Talleres
- Visitas guiadas
- Conferencias
- Exposiciones